# Esenbeckia tinkhami
Esenbeckia tinkhami är en tvåvingeart som beskrevs av Philip 1954. Esenbeckia tinkhami ingår i släktet Esenbeckia och familjen bromsar. Inga underarter finns listade i Catalogue of Life.